# Ostra (Włochy)
Ostra – miejscowość i gmina we Włoszech, w regionie Marche, w prowincji Ankona.
Według danych na styczeń 2010 gminę zamieszkiwało 6775 osób przy gęstości zaludnienia 145,4 os./1 km².

## Miasta partnerskie
- Markt Schwaben